# Oktoberrevolutionens orden
Oktoberrevolutionens orden (russisk: О́рден Октя́брьской Револю́ции), var en sovjetisk orden, der blev oprettet i anledning af 50-året for den bolsjevikiske revolution i Rusland 1917. Ordenen blev oprettet ved
dekret fra præsidiet for Sovjetunionens øverste sovjet af den 31. oktober 1967, der har godkendt ordenens statut.

## Ordenens statut
Statutten angiver, at:
1. Ordenen oprettes for at fejre 50-årsdagen for den store socialistiske oktoberrevolution,
2. Ordenen tildeles borgere fra Sovjetunionen, virksomheder, institutioner, organisationer og andre kollektiver af arbejdere, militære enheder og formationer, samt republikker, territorier, regioner og byer. Ordenen kan også tildeles udenlandske borgere.
3. Ordenen tildeles efter at af følgende kriterier:
  1. for aktiv revolutionær aktivitet, stort bidrag til dannelsen og styrkelsen af sovjetmagten.
  2. for fremragende tjenester til opbygningen af socialisme og kommunisme.
  3. for fremragende præstationer i udviklingen af den nationale økonomi, videnskab og kultur.
  4. for specielt mod og tapperhed vist i kampe med den sovjetiske stats fjender.
  5. for fremragende tjenester til styrkelse af den sovjetiske stats forsvarsevne.
  6. til særlige betydningsfulde statslige og offentlige aktiviteter,
  7. for aktivt arbejde med det formål at udvikle og uddybe alsidige venlige bånd mellem folkene i Sovjetunionen og andre stater og styrke freden blandt folkene.
4. Ordenen bæres på venstre side af brystet og er placeret efter Leninordenen.
5. Ordenen forbliver i familien efter den tildelte persons død.[1]

## Udseende
Ordenen blev designet af kunstneren V.P. Sajtsev.
Den er lavet af sølv med en forgyldt femtakket stjerne dækket med rød emalje placeret på en sølvstrålende femkantet baggrund. Over øverste spids på den røde stjerne er placeret en rød fane med teksten ”Oktober revolutionen” i to linjer. I midten af stjernen er der placeret en femkant med billede af Panserkrydseren Aurora, oxyderet i forskellige nuancer. I nederste del af ordenen er påsat Hammer og segl i guld.
Øverst er ordenen forbundet med et øje og en ring med en femkantet plade, der er dækket af et 24 mm bredt moirébånd. Båndet har 5 blå tynde striber i midten.

## Modtagere
Den 4. november 1967 blev de første tildelinger af ordenen givet til byerne Leningrad og Moskva og i december 1967, blev den russiske føderative sovjetrepublik og den ukrainske sovjetrepublik tildelt ordenen. Panserkrydseren Aurora, fik tildelt ordenen i februar 1968, hvor også en række prominente militære ledere blev tildelt ordenen. Det drejer sig bl.a. om Aleksandr Vasilevskij, Georgij Sjukov, Ivan Konev, Kirill Meretskov, Konstantin Rokossovskij, Semjon Timosjenko og Vasilij Ivanovitj Tjujkov.
Ordenen blev også givet til udenlandske statsborgere, fx lederne af en række kommunistpartier, som fx Gustáv Husák, Erich Honecker, Josip Broz Tito og Knud Jespersen.
Ordenen blev også tildelt den sovjetiske partiavis Pravda, Filmstudiet Mosfilm samt en række virksomheder, institutioner og organisationer.
Ordenen blev kun få gange givet 2 gange til samme person. Dette gjaldt bl.a. for generalsekretæren for SUKP, Leonid Bresjnev.